# Burunköy, Söke
Burunköy là một xã thuộc huyện Söke, tỉnh Aydın, Thổ Nhĩ Kỳ. Dân số thời điểm năm 2010 là 903 người.